# An Accidental Dentist
An Accidental Dentist è un cortometraggio muto del 1913 diretto da Jerold T. Hevener.

## Produzione
Il film fu prodotto dalla Lubin Manufacturing Company.

## Distribuzione
Distribuito dalla General Film Company, il film - un cortometraggio di 205,5 metri - uscì nelle sale USA il 10 gennaio 1913.
Nelle proiezioni, veniva programmato con il sistema dello split reel, accorpato in un'unica bobina con un altro cortometraggio prodotto dalla Lubin, la commedia Stage-Struck Sally.